# Kirkwood (Illinois)
Kirkwood es una villa ubicada en el condado de Warren en el estado estadounidense de Illinois. En el Censo de 2010 tenía una población de 714 habitantes y una densidad poblacional de 301,29 personas por km².

## Geografía
Kirkwood se encuentra ubicada en las coordenadas 40°52′4″N 90°44′55″O / 40.86778, -90.74861. Según la Oficina del Censo de los Estados Unidos, Kirkwood tiene una superficie total de 2.37 km², de la cual 2.37 km² corresponden a tierra firme y (0%) 0 km² es agua.

## Demografía
Según el censo de 2010, había 714 personas residiendo en Kirkwood. La densidad de población era de 301,29 hab./km². De los 714 habitantes, Kirkwood estaba compuesto por el 97.34% blancos, el 0.28% eran afroamericanos, el 0% eran amerindios, el 0.56% eran asiáticos, el 0% eran isleños del Pacífico, el 0.28% eran de otras razas y el 1.54% pertenecían a dos o más razas. Del total de la población el 1.82% eran hispanos o latinos de cualquier raza.